# کای‌بیتو (آریزونا)
کای‌بیتو (به انگلیسی: Kaibito) یک منطقهٔ مسکونی در ایالات متحده آمریکا است که در شهرستان کاکانینو، آریزونا واقع شده‌است. کای‌بیتو ۴۱٫۱۸ کیلومتر مربع مساحت و ۴۴۴ نفر جمعیت دارد و ۱٬۷۷۱ متر بالاتر از سطح دریا واقع شده‌است.